# عشق نارنجی (فیلم)
عشق نارنجی (به اوکراینی: Оранжлав) فیلمی به کارگردانی الن بائوف محصول سال ۲۰۰۷ در اوکراین است.

## داستان
داستانی از دو عاشق جوان که به‌طور تصادفی به یک عاشقانه پرشور و ویرانگر کشیده می‌شوند.